# Francesco Lucrezi
Francesco Maria Lucrezi (Napoli, 12 dicembre 1954) è uno storico e pittore italiano.
Ordinario di Diritto romano e di Diritti dell'Antico Oriente Mediterraneo presso l'Università degli Studi di Salerno, il suo ambito di studio riguarda principalmente l'ebraismo e, in particolare, il diritto ebraico, al quale ha dedicato diverse opere e di cui è considerato uno dei massimi esperti italiani.

## Attività accademica
Francesco Lucrezi nasce a Napoli nel dicembre del 1954, figlio dello scrittore e giornalista Bruno Lucrezi (dal quale attinge l'interesse per il mondo ebraico). Dopo il diploma presso il liceo ginnasio statale Jacopo Sannazaro, nel 1977 consegue con lode la laurea in Giurisprudenza presso l'Università degli Studi di Napoli Federico II con relatore il Prof. Antonio Guarino (del quale sarà anche assistente), discutendo una tesi sul "Problema dello Stato nell'ebraismo e nel cristianesimo del I secolo". Successivamente opera come ricercatore confermato con una borsa di studio del Consiglio Nazionale delle Ricerche.
Prosegue la propria carriera accademica nel 1987 come professore associato di Organizzazione amministrativa romana e di Diritto pubblico romano presso l'Università di Catanzaro (allora dipendente da Reggio Calabria), passando poi ad insegnare Istituzioni di Diritto Romano a Teramo (ancora non scorporatasi da Chieti), divenendo professore straordinario nel 1994 ed ordinario tre anni dopo; ha inoltre insegnato alla Seconda Università di Napoli, all'"Orientale" (Istituzioni giuridiche del Mediterraneo) e all'Accademia di belle arti di Napoli (Fotografia e diritto d'autore, nonché Diritto, legislazione ed economia dello spettacolo).. Dal 2001 è titolare di Storia del Diritto Romano e di Diritti dell'Antico Oriente Mediterraneo presso l'Università degli Studi di Salerno, ed attualmente è anche professore a contratto presso l'Università degli Studi "Suor Orsola Benincasa". È stato infine visiting professor presso l'Università Ebraica di Gerusalemme e la Chūō University di Tokyo, nonché affiliated professor all'Università di Haifa.

### Ambiti di ricerca

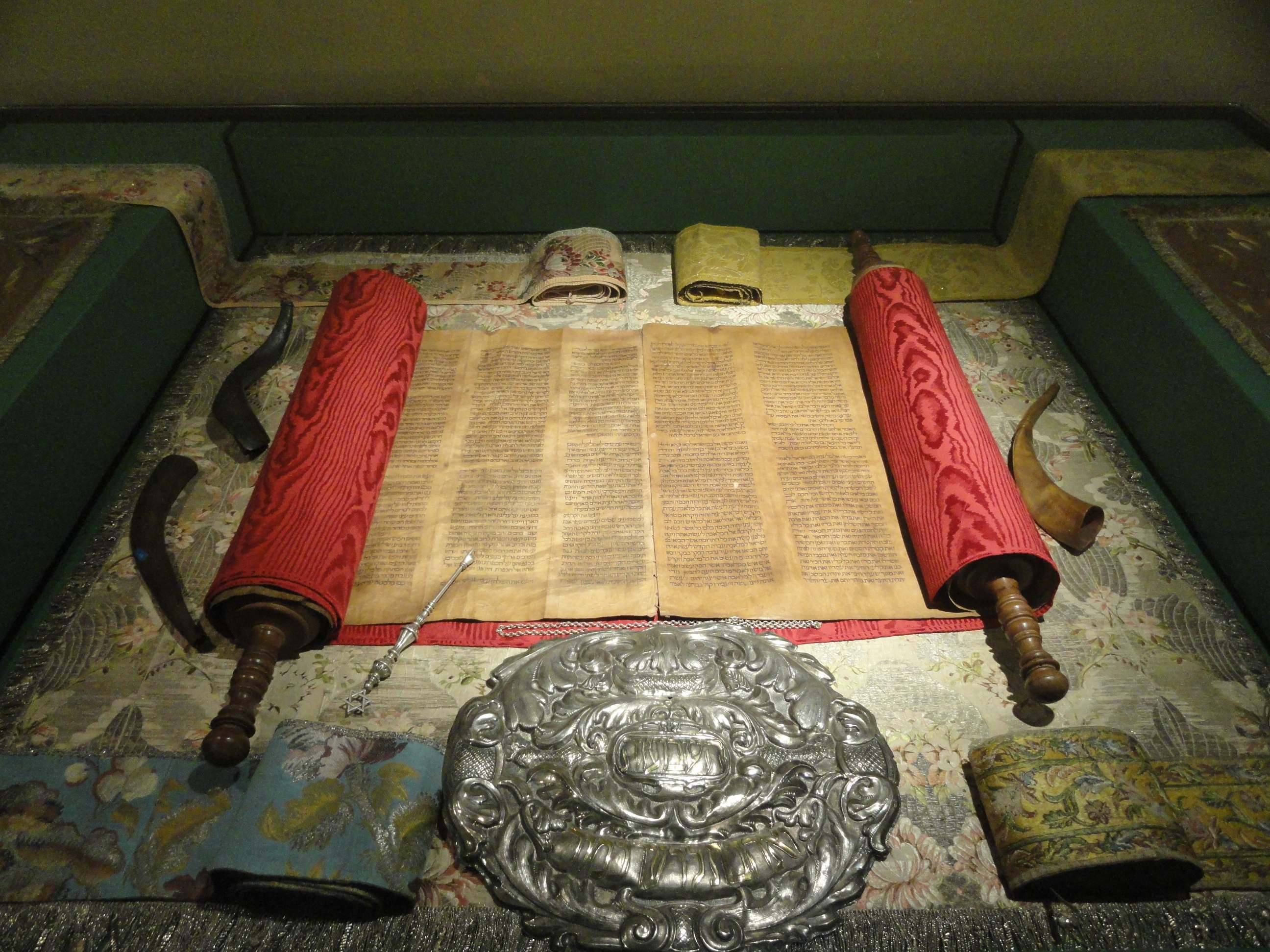
Il Sefer Torah della sinagoga di Casale Monferrato

Punto focale dei suoi studi è l'ebraismo, con un'analisi approfondita del suo sistema giuridico - la cosiddetta Halakhah - derivante principalmente dalla Torah, dal Talmud e dai precetti mosaici. In particolare, nella raccolta di saggi intitolata 613 (dalle 613 mitzvòt), ha avanzato posizioni peculiari come quella dell'inesistenza sostanziale del concetto di "semitismo" (derivante dalla storicamente erronea credenza di August Ludwig von Schlözer secondo cui, originariamente, nell'area compresa tra Oriente Mediterraneo, Mesopotamia e Arabia vi fosse "un'unica lingua parlata da un unico popolo") e del diritto ebraico come "unico diritto antico ancora vivente" (poiché ancor oggi concretamente applicato da ogni uomo di religione ebraica).
Lucrezi, proseguendo un filone di ricerca riportato in auge da Edoardo Volterra ed Alfredo Mordechai Rabello, si è anche occupato del tentativo di confronto tra diritto ebraico e diritto romano attuato dalla Collatio legum Mosaicarum et Romanarum, sulla quale ha scritto una serie, ad oggi, di ventinove saggi e dieci libri, raccolti nel 2024 in una silloge di due tomi. Inoltre, ha dedicato molta importanza al processo contro Gesù Cristo, pubblicando al riguardo un'opera in collaborazione con Francesco Amarelli (tradotta anche in spagnolo dai romanisti Antonio e Federico Fernández de Buján) e rifacendosi ad un precedente importante studio di Chaim Cohn (dal quale però si discosta su diverse questioni, come sulla posizione di Ponzio Pilato).
Tra le sue collaborazioni più proficue, vanno in particolare segnalate quella con Daniela Piattelli, con Federico Maria D'Ippolito, con il quale ha scritto il manuale Profilo storico-istituzionale di diritto romano, e con Francesco Paolo Casavola, autore di diversi interventi pubblicati nelle opere artistiche di Lucrezi e di contributi in tema di bioetica raccolti e pubblicati, come curatore, dal Lucrezi stesso.

## Attività artistica
Oltre alla carriera accademica, Lucrezi ha anche una proficua attività artistica come pittore e disegnatore, cominciata giovanissimo. I suoi soggetti derivano principalmente dai suoi studi, ai quali sono profondamente collegati, con l'ebraismo come filo conduttore in una sua personale interpretazione dell'arte sacra di derivazione biblica, in un tentativo di sviscerare il senso nascosto e recondito delle Scritture attraverso l'immagine: a dimostrazione di ciò vi è la serie di libri denominata "Immagini di Scritture", nella quale analizza visivamente diversi testi ebraici (come il Qohelet).
Ha partecipato a diverse esposizioni artistiche, collettive e personali, in Italia e all'estero, e ha pubblicato diversi libri d'arte, in particolare di tematica sacra. Sue opere sono esposte in permanenza in diversi spazi pubblici, tra cui il Museo di Arte Religiosa "ARCA" di Napoli (Complesso monumentale di Santa Maria La Nova),, la Basilica parrocchiale di San Giovanni Maggiore di Napoli, il Conservatorio di San Pietro a Majella, l'Università "Suor Orsola Benincasa", la Pontificia Facoltà Teologica dell'Itala Meridionale e la Scuola del Graffito polistrato di Montemurro (con i cui fondatori Giuseppe Antonello Leone e Maria Padula ha collaborato).

## Altre attività
Giornalista pubblicista, iscritto all'Ordine dei Giornalisti di Napoli, ha pubblicato, tra l'altro, sui quotidiani il Mattino, il Roma e Napoli più, ed è attualmente collaboratore fisso del quotidiano dell'UCEI (Unione delle Comunità Ebraiche di Napoli) Moked - Pagine Ebraiche e di Italia Israele Today, organo della Federazione delle Associazioni Italia-Israele, oltre a co-dirigere, con Giovanni Sciancalepore, la rivista del Dipartimento di Scienze Giuridiche dell'Università di Salerno Iura & Legal Systems. È stato, nel biennio 2016-2018, presidente della commissione ministeriale per il rilascio dell'Abilitazione Scientifica Nazionale (settore concorsuale 12/H1 - Diritto romano e diritti dell'antichità); è inoltre avvocato, iscritto all'Ordine degli Avvocati di Napoli nell'albo speciale dei Professori Universitari a tempo pieno. Infine, è autore dell'opera teatrale 30 aprile 1945, scritta con lo pseudonimo di Luca Frozen Cresci, e curatore di un libro sull'attacco di Hamas a Israele del 2023.
Come esperto di diritto ebraico, è stato incaricato dall'arcivescovo di Catanzaro-Squillace Mons. Vincenzo Bertolone, postulatore della causa di beatificazione di Rosario Livatino, a redigere una perizia atta a testimoniare la dignità del magistrato agli onori degli altari.

## Opere
Lucrezi ha scritto in italiano, inglese e tedesco, mentre diverse sue opere sono state anche tradotte in spagnolo, russo e bulgaro.

### Monografie scientifiche

#### Diritti antichi
- ‘Leges super principem’. La ‘monarchia costituzionale’ di Vespasiano, Napoli, Jovene 1982.[41][42]
- La ‘tabula picta’ tra creatore e fruitore, Napoli, Jovene 1984.[43][44]
- Senatusconsultum Macedonianum, Napoli, ESI 1992.[45]
- Il problema del mutuo di denaro erogato al ‘filius familias’, Napoli, Jovene 1993.
- Aspetti giuridici del principato di Vespasiano, Napoli, Jovene 1995.
- Messianismo regalità impero. Idee religiose e idea imperiale nel mondo romano, Firenze, la Giuntina 1996.[46]
- Quaestiones 1. I processi contro Archia e contro Apuleio (in collab. con F. Amarelli), Napoli, Jovene 1997.
- Quaestiones 2. Il processo contro Gesù (curatela, in collab. con F. Amarelli), Napoli, Jovene 1999.[47][48]
- L’uccisione dello schiavo in diritto ebraico e romano. Studi sulla ‘Collatio’ I, Torino, Giappichelli 2001.
- Violenza sessuale e società antiche. Profili storico-giuridici (in collab. con F. Botta e G. Rizzelli), Lecce, Edizioni del Grifo 2003, II ed. 2011, III ed. 2016.
- Profilo storico-istituzionale di diritto romano (in collab. con F.M. d’Ippolito), Napoli, ESI, I ed. 2003, II ed. 2007, III ed. 2012, IV ed. 2018.
- La violenza sessuale in diritto ebraico e romano. Studi sulla ‘Collatio’ II, Torino, Giappichelli 2004.
- La successione intestata in diritto ebraico e romano. Studi sulla ‘Collatio’ III, Torino, Giappichelli 2005.
- Magia, stregoneria e divinazione in diritto ebraico e romano. Studi sulla ‘Collatio’ IV, Torino, Giappichelli 2007.
- L’asservimento abusivo in diritto ebraico e romano. Studi sulla ‘Collatio’ V, Torino, Giappichelli 2010
- Il procurato incendio in diritto ebraico e romano. Studi sulla 'Collatio' VI, Torino, Giappichelli 2012.
- Oralità e scrittura (in collab. con M. Marazzi e A. Visconti), "Fondamenti del diritto antico", Università "Suor Orsola Benincasa", Napoli, Editoriale Scientifica 2013
- Legge e limite nei diritti antichi (con M. Marazzi, V. Saldutti, C. Simonetti), "Fondamenti del diritto antico", Università "Suor Orsola Benincasa", Napoli, Editoriale Scientifica 2015.
- Il furto di terra e di bestiame in diritto ebraico e romano. Studi sulla 'Collatio' VII, Torino, Giappichelli 2015.
- 613. Appunti di diritto ebraico I, Torino, Giappichelli 2015.
- Il deposito in diritto ebraico e romano. Studi sulla 'Collatio' VIII, con un'appendice di Samuele Rocca, Torino, Giappichelli 2017.
- Isola sacra. Alle origini della famiglia, con F.P. Casavola e D. Annunziata, Napoli, Editoriale Scientifica 2019.
- L'adulterio in diritto ebraico e romano. Studi sulla "Collatio" IX, Torino, Giappichelli 2020.
- 7. Appunti di diritto ebraico II, Torino, Giappichelli 2020.
- La giurisprudenza in diritto ebraico e romano. Studi sulla "Collatio" X, Torino, Giappichelli 2022.
- Elementi di storia e istituzioni di diritto romano (in collab. con F. Fasolino, G. Greco, M. Amabile), Napoli, ESI 2023.
- "Quel che ha detto Mosè". Studi sulla 'Collatio' I-X, Note sulla 'Collatio' I-IV (a cura di M. Amabile), Torino, Giappichelli 2024.
- 5. Appunti di diritto ebraico III, con M. Amabile, Torino, Giappichelli 2024.

#### Diritti moderni
- Ebraismo e Novecento. Diritti, cittadinanza, identità, Livorno, Simone Belforte 2009.[49]

#### Altro
- La parola di Hurbinek. Morte di Primo Levi, Firenze, la Giuntina 2005.[50][51]
- La verità di domani. Haemet shel machàr, con A.E. Calò Livne, Teverola, Sopher 2025.

### Libri d'arte
- Opere 1967-1985, (introduzione di A. Cortese Ardias, presentazione di M. Pomilio, contributi di G. Bilotta, E. Caroli, G. Galli, M. Maiorino, A. Trione, M. Vitiello, antologia critica con commenti di C. Barbieri, A. Calabrese, G. Della Martora, S. Di Bartolomeo, R.M. Ferrari, A.M. Fierro, A. P. Fiorillo, B. Gallo, G. Grassi, N. Hristodorescu, A. Izzo, G.A. Leone, S. Manganelli, M. Padula, P. Perrone, U. Piscopo, M. Prisco, F. Ribolla, C. Ruju, A. Schettini, G. Sepe, M. Stefanile, A. Trimarco, M. Vitiello, tavola rotonda con interventi di A. Izzo, F. Lucrezi, R. Mormone), Napoli, Tempi Moderni, 1985.
- Frammenti di sacro, Accademia Pontano (presentazione di N. D’Antonio e F. Tessitore), Napoli 1988.[52]
- Giobbe, E.S.I., Napoli (poesie di G. Di Marzio), ESI, Napoli 1992.
- Il canto di Ulisse, Poiein, Napoli (stralci da Dante Alighieri e Primo Levi, foto di C. Correale, idea grafica di G. Cilento), Napoli, edizioni Poiein 1995.[53]
- Cantico dei Cantici. Terra acqua aria fuoco, Immagini di Scritture I (traduzione e drammatizzazione del Cantico dei Cantici di A. Luzzatto, scritti di Francesco Paolo Casavola, Ottavio Di Grazia, Amos Luzzatto, Riccardo Notte), Flaccovio, Palermo 1999.[54][55][56]
- La cicogna di Alcalà, (poesie di L. Russi), Teramo 2001.
- Cantico dei Cantici. Parole e immagini, Istituto Italiano per gli Studi Filosofici, La Città del Sole, Napoli (interventi di G. D'Agostino, H. Diekmann, O. Di Grazia, F. Lucrezi, A. Luzzatto, S. Mazzamuto, R. Notte), 2002.[57]
- Le arti del congedo, Roma, Teramo (poesie di L. Russi, con CD con brani di F. De Gregori, L. Ligabue, M. Locasciulli, G. Paoli, R. Vecchioni, A. Venditti), Roma Teramo 2004.
- In principio. Genesi 1-3, Immagini di Scritture II, Università Suor Orsola Benincasa, Napoli, (interventi di F. P. Casavola, F. De Sanctis, H. Diekmann, O. Di Grazia, A. Luzzatto, C. Monaco, R. Notte, L. Russi, A. Trione), Flaccovio, Palermo 2005.[58]
- In principio, catalogo dell’installazione permanente presso il Museo di Arte Religiosa Contemporanea ARCA (Complesso monumentale di Santa Maria la Nova, Napoli), introduzione di Giuseppe Reale, testi di Ottavio Di Grazia e Pasquale Giustiniani, edizioni “Oltre il Chiostro”, Napoli 2006 (collana Lo spirito e la vita, editio minor), 2006.
- Gli animali di Giobbe, Immagini di Scritture III, con interventi di Francesco Paolo Casavola, Ottavio Di Grazia, Pasquale Giustiniani, Riccardo Notte, Giuseppe Reale, edizioni “Oltre il Chiostro”, Luciano Editore, Napoli 2009.[59]
- Qohelet, con interventi di Giuseppe Tarantini, Andrea Lovato, Ottavio Di Grazia, Trani 2012.[60]
- Qohelet, Immagini di Scritture IV, con interventi di Francesco Paolo Casavola, Ottavio Di Grazia, Dario Giugliano, Pasquale Giustiniani, Riccardo Notte, Clotilde Punzo, Giuseppe Reale, edizioni “Oltre il Chiostro”, Luciano editore, Napoli 2013.[61]
- Apocalisse, Immagini di Scritture V, con testi di Camilla Balbi, Gaetano di Palma, Pasquale Giustiniani, Antonio Landi, Carmine Matarazzo, Riccardo Notte, Chiara Sanmorì, Pontificia Facoltà Teologica dell’Italia Meridionale, sezione “San Tommaso d’Aquino”, Verbum ferens, Napoli 2016.
- Una delle due. Testo di Carla Isernia. Laboratorio di Nola, 2016.
- Se ti dimentico, Gerusalemme. Im eshkachèch Jerushalàim, introduzione di Francesco Asti, commento di Pasquale Giustiniani e Aldo Trione, Edizioni "Verbum ferens", Pontificia Facoltà Teologica dell'Italia meridionale, sezione "San Tommaso d'Aquino", Napoli 2020.[62]
- Una voce di silenzio sottile (3. Re 19.12). Musica e silenzio nella Bibbia, Immagini di Scritture VII, presentazione di Luigi Carbone, prefazione di Alfredo Guardiano, Conservatorio di Musica di San Pietro a Majella, Pasquale Gnasso Editore, Teverola, 2022.[63][64]
- Esodo-Shemòt, Immagini di Scritture VIII, con testi di Salvatore Giuliano, Angelica Edna Calò Livne, Silvio Mastrocola, Pasquale Gnasso Editore, Teverola, 2024.[65]
- Shopper, con presentazione di Carla Isernia e nota dell'editore, Pasquale Gnasso Editore, Teverola, 2024.